# Stadion 15 Października
Stadion 15 Października (arabski: ملعب 15 أوكتوبر) – wielofunkcyjny stadion w mieście Bizerta, w Tunezji. Najczęściej pełni rolę stadionu piłkarskiego a swoje mecze rozgrywa na nim ligowa drużyna CA Bizertin. Stadion pomieści 20 tysięcy widzów i został zbudowany w 1963 roku. W 2004 roku był areną Pucharu Narodów Afryki 2004.